# جون جورج تايلور

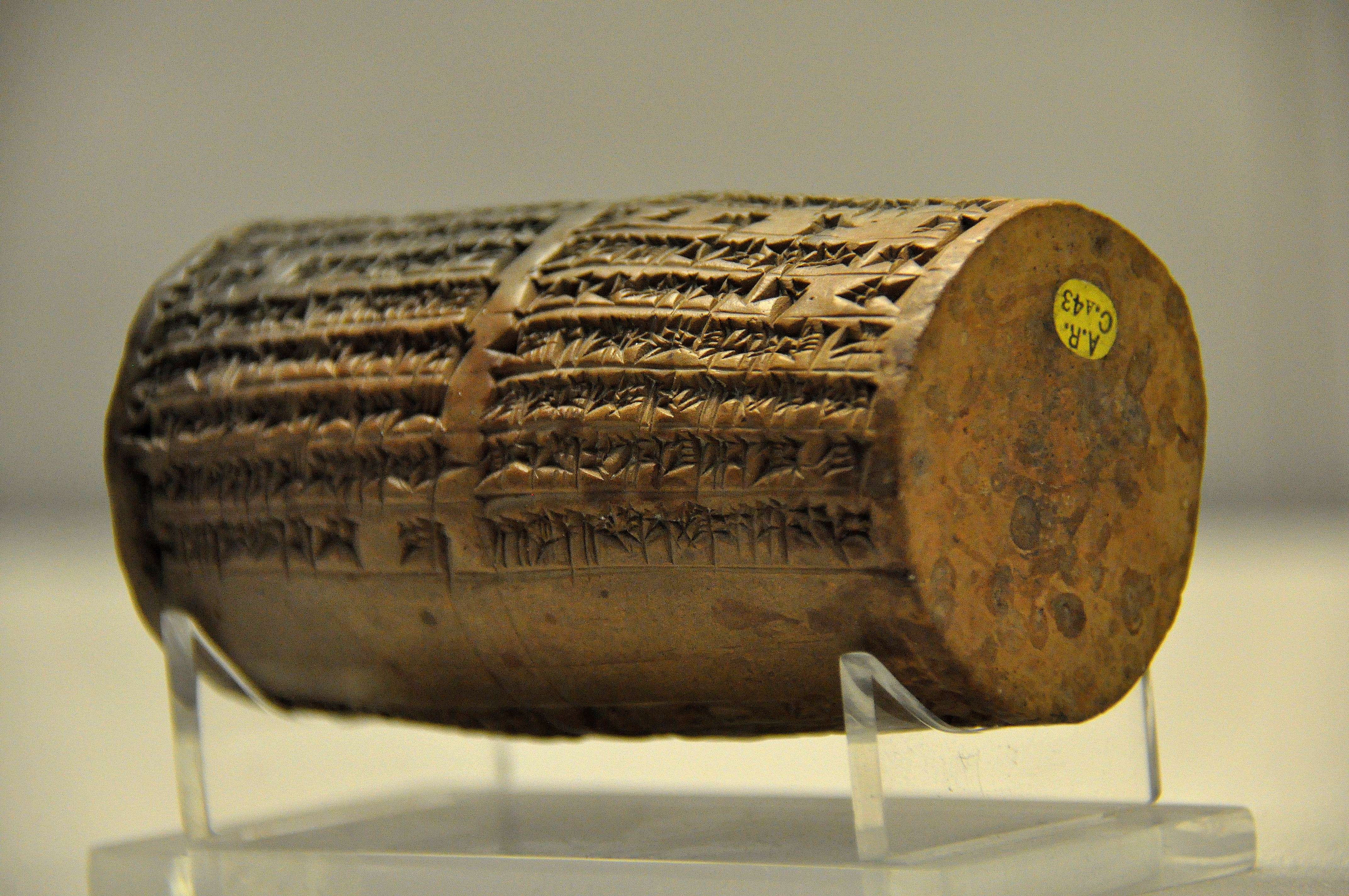
Cylinder of Nabonidus from the temple of God Sin at UR, Mesopotamia

جون جورج تايلور  (بالإنجليزية: John George Taylor) (نشط من 1851-1861؛ ويُعرف أيضًا باسم J E Taylor وJ G Taylor) مسؤول بريطاني، عمل في وزارة الخارجية، كما كان عالمًا أثريًا مهمًا في وقت مبكر حقق في آثار الشرق الأوسط. وكان واحدًا من أوائل علماء الآثار لاستكشاف تلال الدفن البارزة في منطقة الخليج العربي، وقدم بعض الاكتشافات الهامة للغاية. كما عمل لدى شركة الهند الشرقية البريطانية.

## مهنة
عُيِّن جون تايلور وكيلًا لشركة الهند الشرقية البريطانية، ونائب القنصل البريطاني في البصرة من 1851 إلى 1858. وكان أيضًا القنصل العام البريطاني لكردستان، ويقيم بالتناوب في ديار بكر وأرضروم ابتداءً من عام 1859. سافر على نطاق واسع في منطقته القنصلية ونشر بعض تقارير سفره في مجلة الجمعية الجغرافية الملكية. في عام 1866، كان واحدًا من أوائل الأجانب الذين اخترقوا منطقة تونجلي. تقريره عن هذه الرحلة ("جولة في جولة في أرمينيا وكردستان وأعالي بلاد ما بين النهرين، مع ملاحظات الأبحاث في Deyrsim Dagh") يحتفظ بأهمية لهذا التاريخ باعتباره واحدًا من أقدم مصادر التاريخ والجغرافيا والأنثروبولوجيا في هذا المجال.

## علم الآثار
عمل تايلور في العراق تحت إشراف هنري رولنسون، المعروف أيضًا باسم «أبو الآشوري».

### الحفريات في اور
بعد زيارة وليام كينيت لوفتوس إلى موقع أور، بدأ تايلور التنقيب هناك في عام 1853، واستمر في عام 1854. كان يعمل نيابة عن المتحف البريطاني. عثر تايلور على اسطوانات من الطين في الزوايا الأربع للمرحلة العليا من الزقورة التي تحمل نقشًا للنبو نيد، آخر ملوك بابل (539 قبل الميلاد)، وأغلق مع صلاة لابنه بلشاصر أوزو، بلشاصر منسفر دانيال. هذه هي أسطوانات نبونيد من أور.